# 新井麻希
新井 麻希（あらい まき、1982年5月8日 - ）は、日本のフリーアナウンサー、タレント。元TBSテレビアナウンサー。

## 経歴
3人兄弟の末っ子（兄と姉がいる）として出生。慶應義塾ニューヨーク学院高校、慶應義塾大学法学部卒業。大学時代は女子サッカー部のキャプテンを務めた。
2005年にTBSテレビに入社。同期入社は岡村仁美（2022年7月1日付で他部署に異動）、青木裕子（2012年12月31日退社後、フリー転身）で、報道局記者には宮本晴代がいる。ラジオ番組『ブジオ!』で眞鍋かをりと共演した他、学生時代の10年間程度サッカーをしていた経験から、スポーツ番組を志望していた。
2007年1月から『イブニング・ファイブ』関東ローカルパートのリポーターを務め、4月から半年間はCSニュースバード内『JNNイブニング』にも出演。その後も『オビラジR』や『COUNT DOWN TV』などバラエティ系の番組も担当。さらに、海保知里の退社を受けて、『CDTV』に続き『Cat Chat 英語でFRIENDS DX』（BS-TBS）も海保から引き継いだ。“クッキー（Cookie）”お姉さんとして2008年5月4日放送分から2010年12月26日放送の最終回まで出演した。
他部署（営業局）への異動を打診されたことを機に、2010年10月31日付で退社し、当時小倉智昭ら多くのフリーアナウンサーが所属していたオーケープロダクションと契約。しばらくは、先述の『J-LEAGUE WIDE』や『CDTV』をはじめとするナレーションの担当を継続。また2011年4月から2012年末までは、小倉智昭司会のフジテレビ系情報ワイド番組『とくダネ!』のプレゼンターとして出演。このほか、2012年4月から2年間はNHK BS1『BSベストスポーツ』に生島淳と共に司会として出演した。2013年4月7日から、FMヨコハマの音楽番組『M ARENA』のパーソナリティを務めた。また、2016年10月からは、TBSラジオの『伊集院光とらじおと』水曜日アシスタント（吉井歌奈子産休による代行）となり、古巣への復帰を果たした。2017年4月1日、前日の3月31日をもって業務を停止したオーケープロダクションからの独立を発表。同年10月2日から2021年9月20日まで『伊集院光とらじおと』のレギュラーアシスタントを務めた。

## 人物
- 中学・高校時代はニューヨーク市に暮らしていた帰国子女。TOEIC950点であり、日本語と英語の通訳は可能である。このほか英検準1級・普通自動車運転免許証を所持。
- 2014年8月29日、自身のブログで結婚を発表[5]。同年11月にシドニーで結婚式を挙げた[6]。

## 現在の出演番組

### テレビ
日経CNBCほか
- Channel JAPAN（かつてはTBSと日本経済新聞の共同制作→日経の単独制作、2012年10月 - ）※ネット配信あり

日本テレビ系列
- スッキリ（2017年10月 - ）火曜ナレーター
- news zero（2018年10月 - ）月 - 火曜ナレーター

TOKYO MX
- バラいろダンディ（2019年10月 - ）金曜アシスタント
- 5時に夢中! (MCやアシスタントの代演）

NHK BS1
- スポーツ酒場 語り亭（2021年11月 - ）アシスタント

### ウェブ
- ビデオニュース・ドットコム「セーブアース」（2024年4月18日 - ）

### ラジオ
ラジオNIKKEI第1
- 武智幸徳のピッチの空耳（2022年2月21日 - ）アシスタント[7]

## 過去の出演番組

### TBS退社後
- J-LEAGUE WIDE（TBSテレビ地上波・BS-TBS・TBSチャンネル。リポーター、不定期）
※TBS入社2年目だった2006年シーズンから2011年シーズンまで出演。ただし、2007年シーズンは水野真裕美の長期休養をはじめとするTBS女性アナウンサー陣の諸事情により、他の番組を優先していたため、6月から10月までの間出演を見合わせることがあった。
- 医療ルネサンス（日テレG+ 司会）
- COUNT DOWN TV（2007年10月6日 - 2017年4月1日、声の出演）
※TBS在籍時から担当。
- 情報プレゼンター とくダネ!（フジテレビ リポーター（主に月曜日）、2011年4月25日 - 2012年12月）。
- ひみつの嵐ちゃん!（TBSテレビ、ナレーター、2009年5月28日 - 2013年3月21日）
※TBS在籍時から担当。
- BSベストスポーツ（NHK BS1 司会、2012年4月7日 - 2014年3月15日）
- Leader & Innovation 賢者の選択（日経CNBC・BS11ほか。不定期、2012年ごろ - 2014年ごろ）
- サッカープラネット（NHK BS1、司会、2014年4月 - 2015年3月）
- Jリーグ中継（スカパー! 2012年シーズン）
- 伊集院光とらじおと（TBSラジオ　2016年10月 - 2016年12月）吉井歌奈子の産休時の代理を担当。2017年10月から2021年9月20日まで月曜日のレギュラーとして出演[8]。
- 5時に夢中!（2019年2月26日-3月28日）上田まりえの病欠で代役。（2019年4月より毎月第4火曜日、および2019年9月9日、2019年9月10日、2020年9月7日-9月10日）大橋未歩の代役。
- BS1スペシャル「欲望の資本主義 特別編 欲望の貨幣論2019」(NHK BS1 語り、2019年7月14日)
- アルキメデスの大戦×ドラゴンクエスト ユア・ストーリー 夏の二大映画をZEROとZIP!がお届けSP（日本テレビ ナレーション、2019年7月29日）

FMヨコハマ
- M ARENA（2013年4月7日 - 2021年3月28日）

吹き替え
- THE BATMAN-ザ・バットマン-（女性キャスター1 役、2022年3月11日）[9]

### TBS在籍時

#### テレビ
レギュラー出演
- J-SPORTS（2005年7月 - 2006年10月1日）
- ニッポン!チャ×3!（2006年4月 - 8月）
- JNNイブニング（TBSニュースバード。2007年4月 - 9月、月・火曜担当）
- チャンネル☆ロック!（2007年4月28日 - 2008年9月6日、休養中だった水野真裕美の代行。不定期）
- オビラジR（2007年10月 - 2009年3月、主に木曜日の「オビプレス」の記者）
- はなまるマーケット（不定期に「とくまる」のリポーター）
  - 2005年10月 - 2006年3月、木曜コーナー「千秋姫の日本御とりよせ漫遊記」※新人アナ時代に同期入社の青木裕子、岡村仁美アナと出演
  - 2007年10月 - 2009年4月、月曜コーナー担当
  - 他に金曜コーナー「クチコミ☆ラボ」ナレーション（2010年4月2日 - 10月29日まで）など
- Cat Chat 英語でFRIENDS DX（BS-TBS。Cookieお姉さん役、2008年5月4日 - 2010年12月26日）

単発出演など
- 王様のブランチ（2005年7月15日）
- 学校へ行こう!MAX（2005年7月19日）
- 新井麻希の日本全国ラーメン選手権〜大阪編〜・〜和歌山編〜（TBSチャンネル）
- ザ・プロ野球
- 夫婦道 第1シリーズ（最終回、2007年6月21日、ニュース番組 キャスター役を小笠原亘と出演）
- 2時っチャオ!（2008年8月19日、久保田智子のピンチヒッター）
- イブニング・ファイブ（リポーター、不定期）
- JNNフラッシュニュース（不定期）
- DUNK J JAPAN BASKETBALL LEAGUE（BS-TBSおよびTBSチャンネル。2007年度、リポーター、不定期）

#### ラジオ
レギュラー出演
- ブジオ!（TBSラジオ、2005年10月 - 2006年3月、20:00 - 21:00、木曜担当）
- エキサイト・スタジアム（2006年10月 - 2007年3月、17:50 - 19:00、火・木曜担当）
- 大沢悠里のにっぽん元気カンパニー（2007年10月 - 2008年3月、リポーター）
- やべきょうすけのnextクローズ（2008年4月 - 2009年3月）
- 生島淳のアクティブスタイル（2009年4月 - 2010年4月）
- 新井麻希 プレシャスサンデー（2008年4月 - 2010年10月3日）
  - こども音楽コンクール（2008年4月 - 2010年10月3日）
  - 新井麻希の農林漁業ことはじめ（『プレシャスサンデー』の1コーナー。単発番組も放送された）

単発出演など
- TBSラジオ エキサイトベースボール
- 輝く!日本レコード大賞 ラジオリポーター（2007年・2008年）、ラジオスタジオ進行（2009年）